# Platyamerus peculiaris
Platyamerus peculiaris är en kvalsterart som beskrevs av J. och P. Balogh 1983. Platyamerus peculiaris ingår i släktet Platyamerus och familjen Platyameridae. Inga underarter finns listade i Catalogue of Life.